# Monica Grady

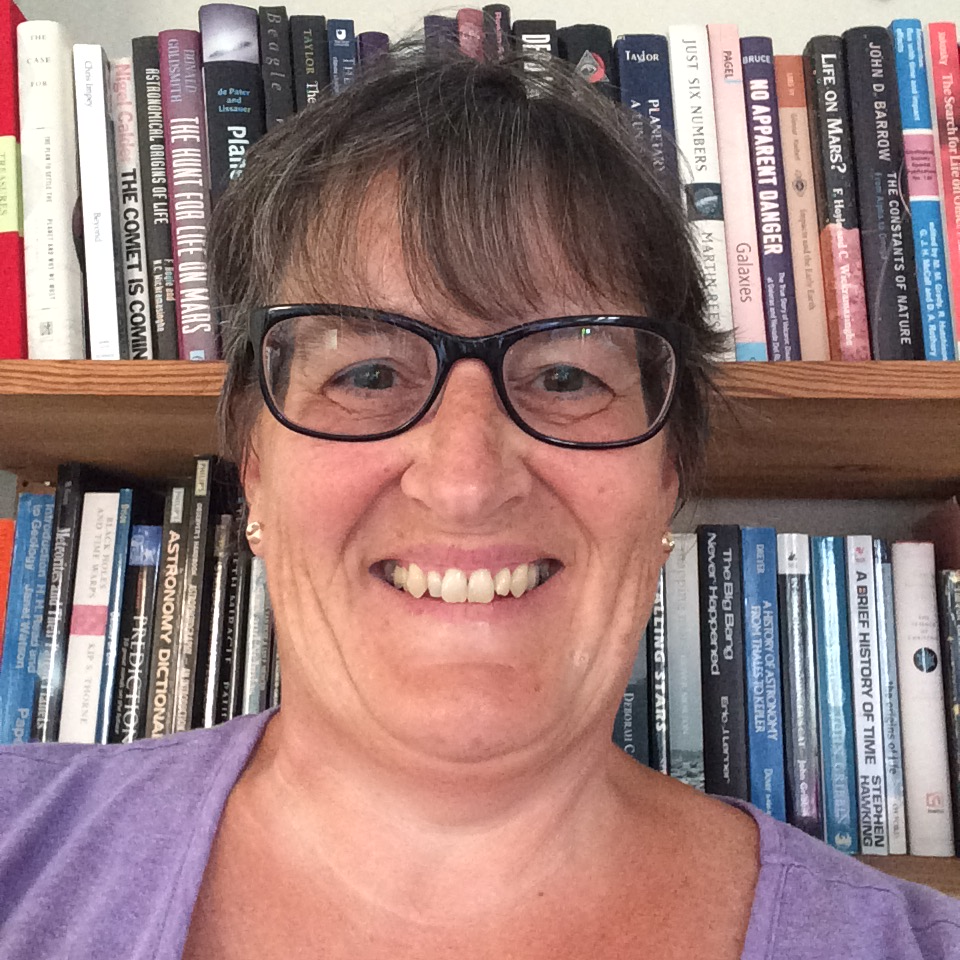
Monica Grady

Monica Mary Grady, CBE (* 15. Juli 1958 in Leeds, West Yorkshire) ist eine britische Astronomin und eine der führenden britischen Weltraumforscherinnen, die für ihre Arbeit zu Meteoriten bekannt ist. Sie ist Professorin für Planeten- und Weltraumforschung an der Open University.

## Leben
Monica Grady wurde als ältestes von acht Kindern am 15. Juli 1958 in Leeds geboren. Ihre jüngere Schwester Ruth Grady ist Dozentin für Mikrobiologie an der University of Manchester.
Das Studium absolvierte sie von 1976 bis 1979 an der University of Durham in den Fachrichtungen Chemie und Geologie. Sie gehörte dem St Aidan’s College der University of Durham an. Ihr postgraduales Studium folgte von 1979 bis 1983 an der University of Cambridge. Ihren Ph.D. machte sie über Kohlenstoff in Meteoriten. Anschließend arbeitete sie von 1983 bis 1991 an der Open University, bis sie am Institut für Mineralogie des Natural History Museums in London anfing. Dort war sie zunächst als wissenschaftliche Mitarbeiterin für den Bereich Meteoriten zuständig, danach als Leiterin der Abteilung für Meteoriten und kosmische Mineralogie. Im Jahr 2001 arbeitete sie als Senior Visiting Research Fellow des Planetary and Space Sciences Research Institutes der Open University und von 2004 bis 2007 als Honorarprofessorin in der Abteilung Geowissenschaften des University College London. Seit 2005 hält sie an der Open University die Professur für Planeten- und Weltraumforschung.
Grady war Präsidentin der Meteoritical Society. Sie ist Mitglied der EURO-CARES (European Curation of Astromaterials Returned from Exploration of Space), einem EU-finanziertem Horizon-2020-Projektes mit dem Ziel, eine Roadmap für eine europäische Einrichtung zu entwickeln, die Proben von Weltraumerkundungsmissionen zu Asteroiden, dem Mars, dem Mond und Kometen erfasst.
Sie wirkte in einigen Dokumentationen der BBC mit, wie der Serie Horizon, The Comet's Tale (2007) oder A Very British Apocalypse (2007).

## Persönliches
Monica Grady ist mit Ian Wright verheiratet, und sie haben einen Sohn. Wright ist ebenfalls als Professor an der Open University tätig und gehört zu den führenden Wissenschaftlern der Rosetta-Mission sowie der Beagle-2-Mission zum Mars.

## Ehrungen
Der Asteroid (4731) wurde nach ihr Monicagrady benannt, und im Jahr 2012 wurde sie für ihre Verdienste um die Weltraumforschung zum Commander of the Order of the British Empire ernannt. 2022 wurde Grady der Michael-Faraday-Preis zugesprochen. 

## Veröffentlichungen (Auswahl)
Liste der Publikationen:
- Catalogue of Meteorites, 2000, Cambridge University Press.
- Search for Life, 2001, Natural History Museum.
- Astrobiology, 2001, Smithsonian Books.
- Atlas of Meteorites (with G. Pratesi and V. Moggi Cecchi), 2013, Cambridge University Press, ISBN 978-0521840354